# Baku (Solukhumbu)
Baku – gaun wikas samiti we wschodniej części Nepalu w strefie Sagarmatha w dystrykcie Solukhumbu. Według nepalskiego spisu powszechnego z 2001 roku liczył on 904 gospodarstw domowych i 4756 mieszkańców (2357 kobiet i 2399 mężczyzn).